# Capnobotes attenuatus
Capnobotes attenuatus is een rechtvleugelig insect uit de familie sabelsprinkhanen (Tettigoniidae). De wetenschappelijke naam van deze soort is voor het eerst geldig gepubliceerd in 1968 door Rentz & Birchim.